# Fausto Faglioni
Fausto Faglioni (Cavezzo, 18 ottobre 1897 – Milano, 21 novembre 1994) è stato un calciatore italiano, di ruolo attaccante.

## Statistiche

### Presenze e reti nei club
| Stagione               | Club                   | Campionato      | Campionato | Campionato |
| Stagione               | Club                   | Comp            | Pres       | Reti       |
| ---------------------- | ---------------------- | --------------- | ---------- | ---------- |
| ????-????              | Juventus Italia        | Prima Categoria | ?          | ?          |
| 1921-1922              | Inter                  | Prima Divisione | 1          | 0          |
| Totale Juventus Italia | Totale Juventus Italia |                 | ?          | ?          |
| Totale Inter           | Totale Inter           |                 | 1          | 0          |
| Totale carriera        | Totale carriera        |                 | 1+         | 0+         |